# Жарко Панас Михайлович

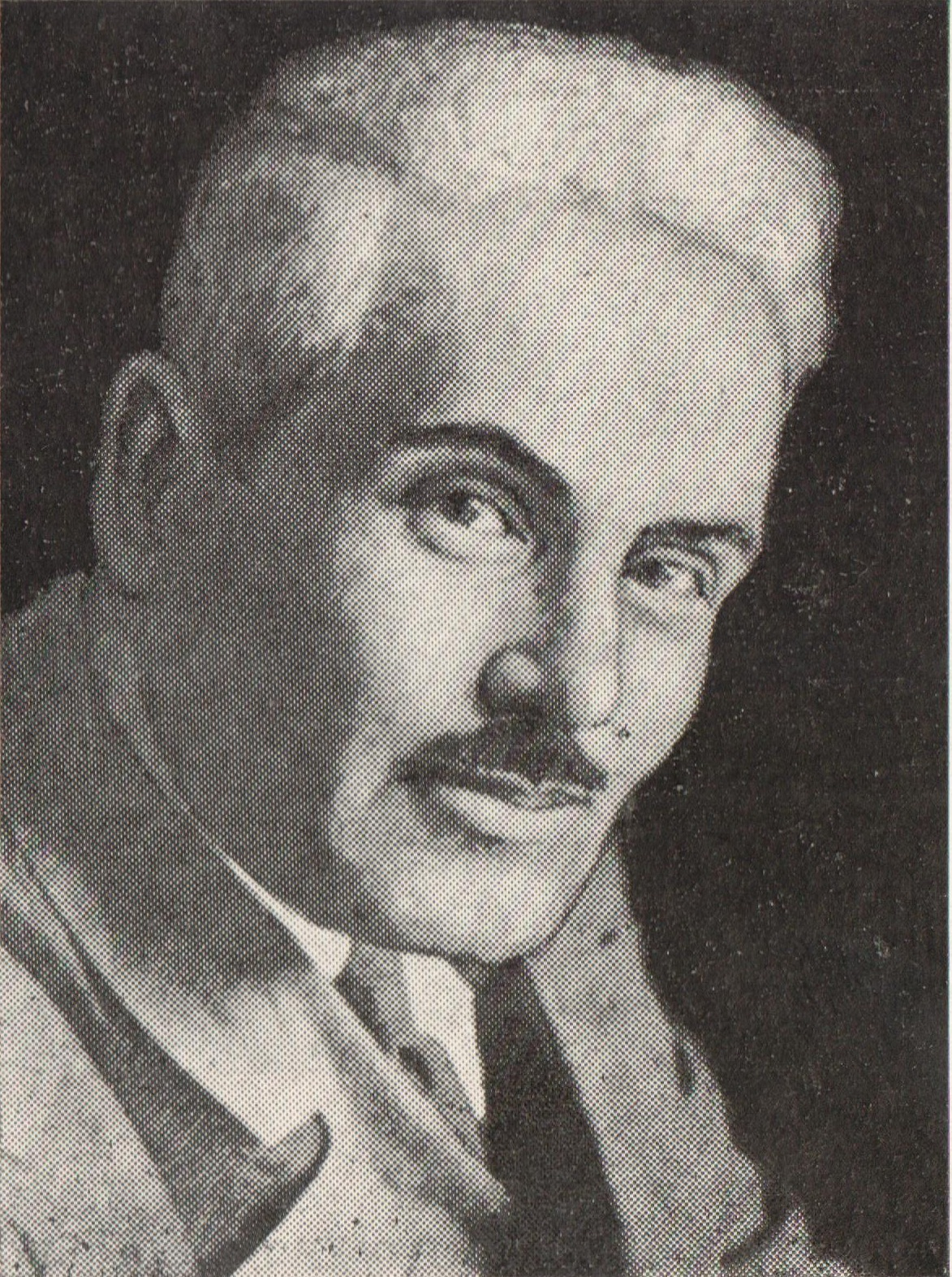
Панас Михайлович Жарко

Жарко Панас Михайлович (9 березня 1891, село Заїченці Зіньківського повіту Полтавської губернії — 20 серпня 1939, Москва) — народний комісар шляхів сполучення Тимчасового робітничо-селянського уряду України, революціонер, управлінець, господарник.

## Полтавський період
Невдовзі після народження сина, сім'я Михайла Жарка у пошуках роботи перебирається до Полтави. В 1902 році Панас Жарко закінчив Знам'янську церковноприходську школу Полтави. На формування світогляду П. Жарка значний вплив здійснив шкільний вчитель Василь Шахрай (пізніше також увійшов до складу першого радянського уряду України), що підбирав необхідну літературу для здібного учня.

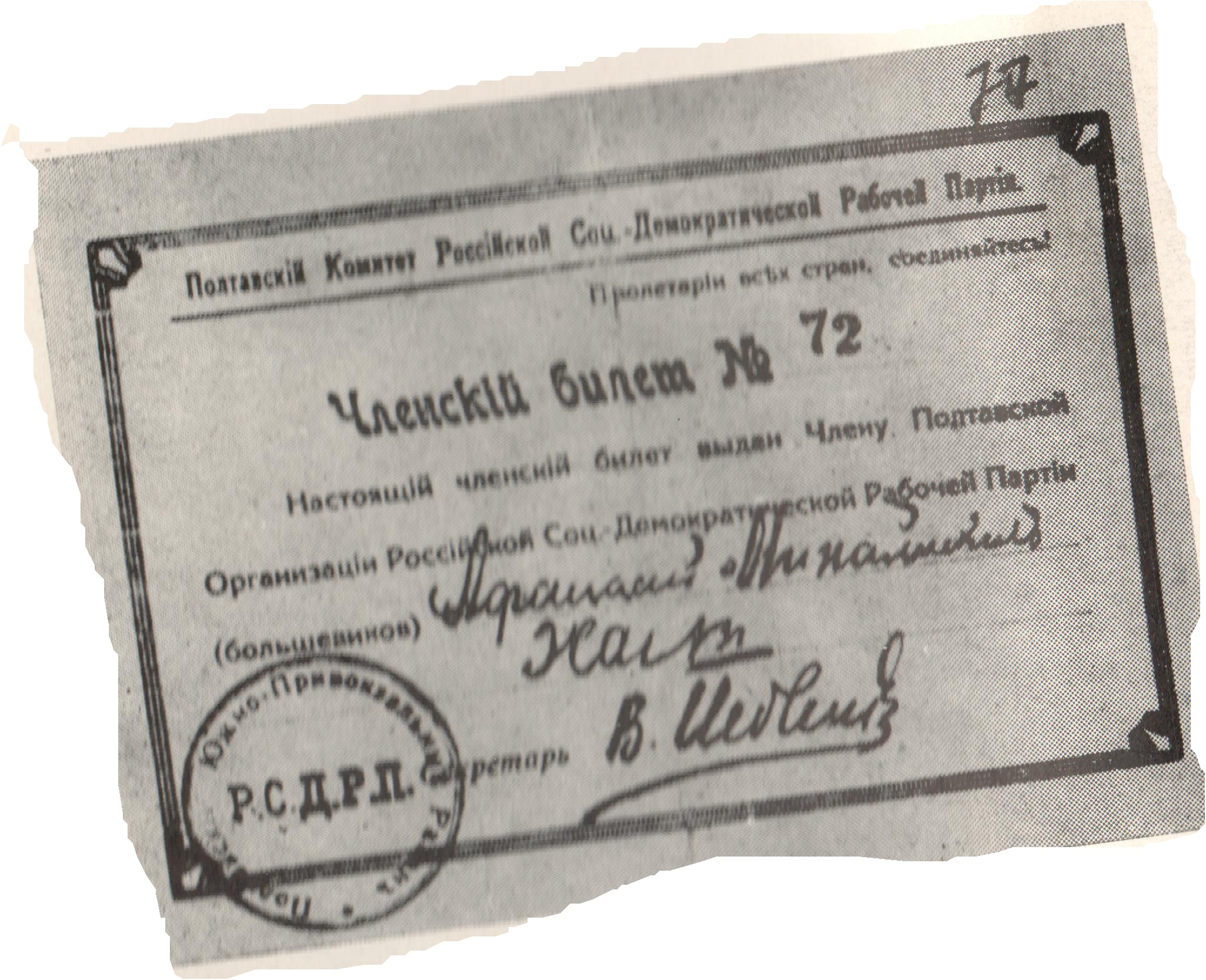
Партійний квиток Панаса Жарка, виданий Полтавським комітетом РСДРП

3 21 серпня 1902 року по 12 вересня 1905 року навчався у Полтавському трикласному міському училищі. У липні 1903 року Панаса взяли чорноробом на станцію Полтава-Товарна Південної залізниці. Після того як керівництво училища дізналося про суміщення роботи і навчання, Жарка було відраховано «за сімейними обставинами».
У грудні 1904 року Жарко став членом РСДРП. Організаторські здібності юнака сприяли висуненню його до керівного ядра соціал-демократичної організації залізничників. Під час революції 1905—1907 років Жарко долучається до агітаційної роботи, під час обшуків царська охранка так і не знайшла у молодого робітника надійно захованої марксистської літератури. Деякий час був без роботи, кілька місяців провів у в'язниці. З переходом у конторські працівники залізничних майстерень, Жарко активізує агітаційно-роз'яснювальну роботу серед робітників. Збори активу проводилися на квартирах окремих ремонтників.
У травні 1914 року у помешканні Жарків мешкав висланий з Харкова Станіслав Косіор. Тут С. В. Косіор проводив зустрічі з С. Мазлахом та іншими соціал-демократами.
У жовтні 1914 року П. Жарко входить до виконавчої комісії соціал-демократів Полтави, яка мала на меті відновити розгромлений поліцією революційний осередок. Навесні 1915 року було відновлено соціал-демократичну групу у місті, Панас Жарко увійшов до керівного ядра більшовицької частини групи. У березні 1917 року одним із перших П. М. Жарко увійшов до Ради робітничих депутатів.
Жарка було одноголосно обрано головою фабрично-заводського комітету паровозоремонтних майстерень. У липні 1917 року входить до складу більшовицького комітету полтавських залізничників.
Влітку 1917 року Жарко керував роботою робітничих дружин залізничників Полтави. Вона об'єднувала понад 800 робітників паровозоремонтних майстерень, Південної та Київської станції і депо.
Дружинники навчалися володіти зброєю, стріляти, вести рукопашні бої.

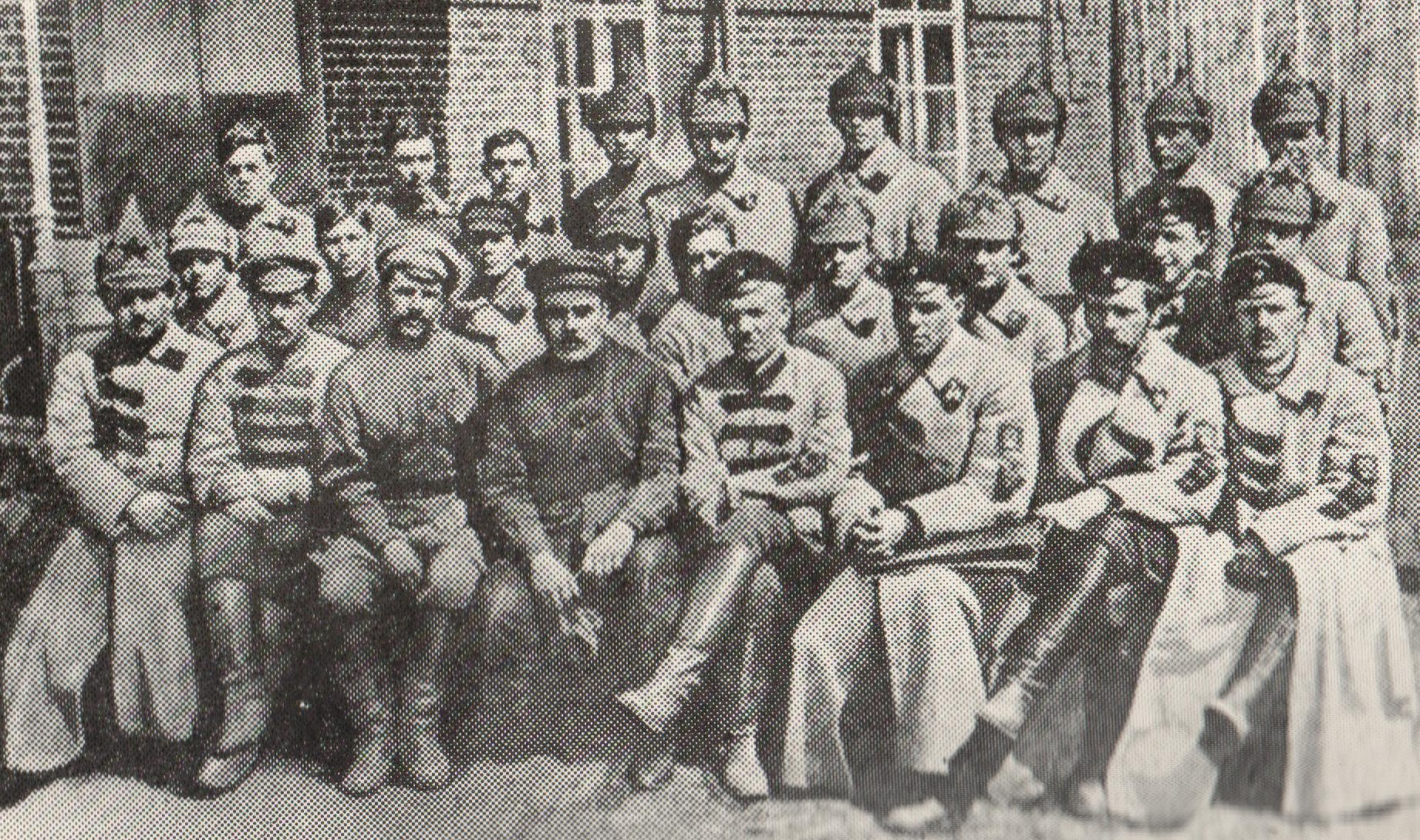
Панас Жарко (четвертий зліва в першому ряду) серед залізничників, 1919 рік

## Харків і Петроград
Панас Жарко брав участь у роботі П'ятої сесії Ради депутатів Південних залізниць у Харкові. З червня 1917 року — член президії Ради депутатів Південних залізниць, член організаційно-агітаційної комісії. У грудні 1917 року — делегат Надзвичайного Всеросійського з'їзду залізничних робітників і майстрових та ІІ-го Всеросійського з'їзду залізничників (відкритого Вікжелем) у Петрограді. П. М. Жарка було обрано членом президії і секретарем Вікжедору(Всеросійського виконавчого комітету залізничників). У коло обов'язків Жарка входила боротьба з випадками саботажу на залізницях. У Вікжедорі працював до осені 1918 року.

## Нарком шляхів сполучення
Наприкінці 1918 — на початку 1919 року серед інших партійців направлений до України. На ІІ і ІІІ з'їздах КП(б)У обирався кандидатом у члени Центрального Комітету.
28 листопада 1918 року було проголошено Тимчасовий робітничо-селянський уряд України з місцеперебуванням у Суджі. Комісаром усіх залізниць України призначено Панаса Жарка. У зверненні цього уряду до народів і урядів усіх країн від 28 січня 1919 року посада, займана П. Жарком, означена як «народний комісар шляхів сполучення України».
З березня 1919 року уряд переставав бути тимчасовим, було створено Раду Народних Комісарів Української СРР, де Жарко був наркомом шляхів.
Влітку 1919 року брав активну участь в роботі Ради робітничо-селянської оборони, зокрема у воєнних операціях проти військ Матвія Григор'єва.

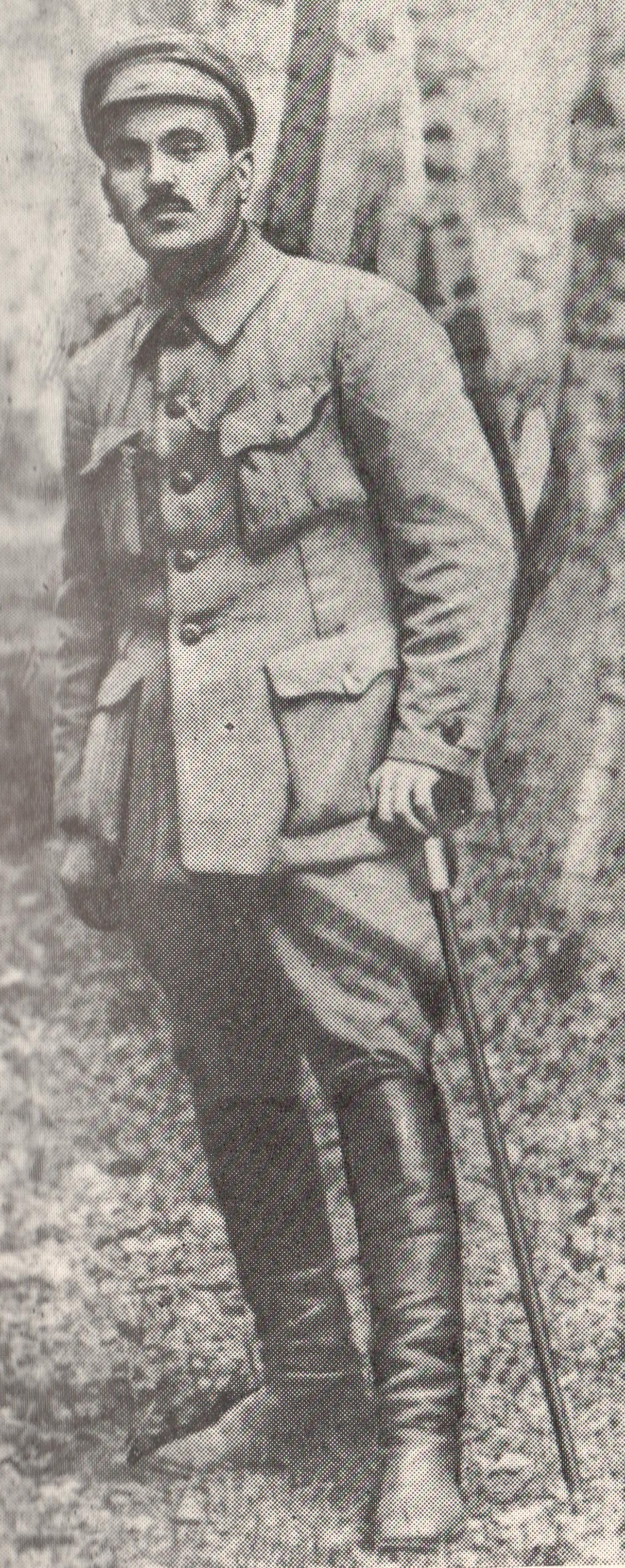
Панас Жарко, 1921 рік. Казань

## На керівних посадах в РСФРР
З 1 грудня 1919 року Панаса Жарка призначено головою правління Казанського порохового заводу. Пізніше введений до складу ревкому Татарії, обраний членом Татарського ЦВК і членом виконкому Казанської Ради робітничих, солдатських і селянських депутатів. Задля виконання посадових обов'язків на цій посаді мав ряд надзвичайних прав (користування прямим телеграфним зв'язком, адміністративне сприяння властей усіх рівнів РСФРР, військова підтримка тощо.). За досягнення на цій посаді Жарку було оголошено подяку, нагороджено іменним золотим годинником; Центральний Комітет Всеросійської Спілки хіміків разом з Головним управлінням військової промисловості клопоталися про нагородження Жарка орденом Червоного Прапора.
З 1 лютого 1924 року — заступник начальника Головного управління військової промисловості Вищої ради народного господарства СРСР (з серпня 1925 до березня 1926 року виконував обов'язки начальника Головного управління).
У жовтні 1926 року Панаса Жарка було призначено заступником голови Державного об'єднання машинобудівних заводів СРСР.
З 1 березня 1927 року — керуючий нафтофлоту. На цій посаді часто бував за кордоном, де займався питаннями придбання заводського устаткування, транспортування нафти і нафтопродуктів.
В 1930 році — виконувач обов'язків начальника Московсько-Білоруської залізниці, в 1931 році очолює правління Мурманської залізниці. В цей період стає членом президії Ленінградського облвиконкому і членом Ленінградського обкому партії. Пізніше працював заступником начальника промислового тресту, очолював один із московських заводів.

## Цікаві факти
- Ще з юних років Панас Жарко був знайомим і товаришував з Володимиром Короленком, входив до кола його сім'ї. Короленко, зокрема, допомагав передавати гроші сім'ям загиблих під час «Кривавої неділі» робітників. Юний Панас Жарко теж вніс свою частку[6].
- Ймовірно, Панас Жарко і Володимир Ульянов (Ленін) були особисто знайомими. Збереглася службова переписка між ними (грудень 1918 року)[7]:

|  | «Тов. Жарко! 1. Звідки ви родом? 2. Чи вмієте говорити по-українському? 3. Жили і працювали на Україні скільки років? 4. Селяни на Україні бідні за злиття з Росією чи проти?» |

|  | 1. «Зіньківського повіту Полтавської губ.; 2. так; 3. всього мені 31, жив у Полтавській губ. до 1 грудня 1917 року, працював з 1904 року; 4. їм необхідна правильна постановка земельного і продовольчого питання, і проти злиття абсолютно нічого не мають». |

- Жарко не був націонал-комуністом, на відміну від В. Шахрая і С. Мазлаха. Проте, на посаді наркома почав виступати проти спроб поставити у пряме підпорядкування свого відомства наркомату шляхів сполучення РСФРР. Жарко відмовився поставляти до Росії на вимогу свого московського колеги Володимира Невського[ru] сім паровозів. У телеграмі до Леніна і Невського Жарком цей крок обґрунтовувався тим, що

|  | Українська Радянська Соціалістична Республіка ще не визнана Росією. |

Незважаючи на опір українських урядовців, 15 серпня 1919 року наркомати шляхів сполучення України та РСФРР було об'єднано.
- Не до кінця зрозумілими є обставини смерті Жарка. В єдиній радянській біографічній праці Володимира Мартуся, присвяченій Панасу Жарку, його смерть пов'язується з природними факторами — голодуванням під час перебування у Татарії, тяжкою хворобою в 1932—1933 роках, нервовим виснаженням і перенапруженням. Натомість, сучасні полтавські краєзнавці зазначають, що Панас Жарко був репресований, щоправда, ніяк не конкретизуючи і нічим не підтверджуючи цю думку[11].